# 그리마 웜통그
그리마 웜통그(Gríma Wormtongue)는 로한의 왕 세오덴의 신하다. 로한 내부에서 분열을 야기한 뒤, 로한에서 도망쳤으며 사루만과 함께 행동했다.
사우론의 파멸 뒤에도 살아있던 사루만이 샤이어의 마을에서 난동을 부릴 때 그곳에서 사루만을 죽인 후 자신도 호빗에게 화살을 맞고 죽는다.